# Sauce Vincent
Als Sauce vincent bezeichnet man verschiedene Kalte Saucen mit Kräutern. Man mischt Mayonnaise mit dem Püree von grünen Kräutern und würzt dies mit Worcestershiresauce oder zu gleichen Teilen Sauce tartare und Sauce verte.

## Belege
- F. Jürgen Herrmann (Hrsg.): Herings Lexikon der Küche. 25., überarbeitete Auflage. Fachbuchverlag Dr. Pfanneberg, & Co., Gießen 2012, ISBN 978-3-86820-344-8, S. 77.